# Georgia Schweitzer
Georgia Schweitzer, coniugata Beasley (Gahanna, 31 gennaio 1979), è un'ex cestista e allenatrice di pallacanestro statunitense, professionista nella WNBA.

## Carriera
È stata selezionata dalle Miami Sol al secondo giro del Draft WNBA 2001 (21ª scelta assoluta).